# Unsere Liebe Frau (Lippertsreute)

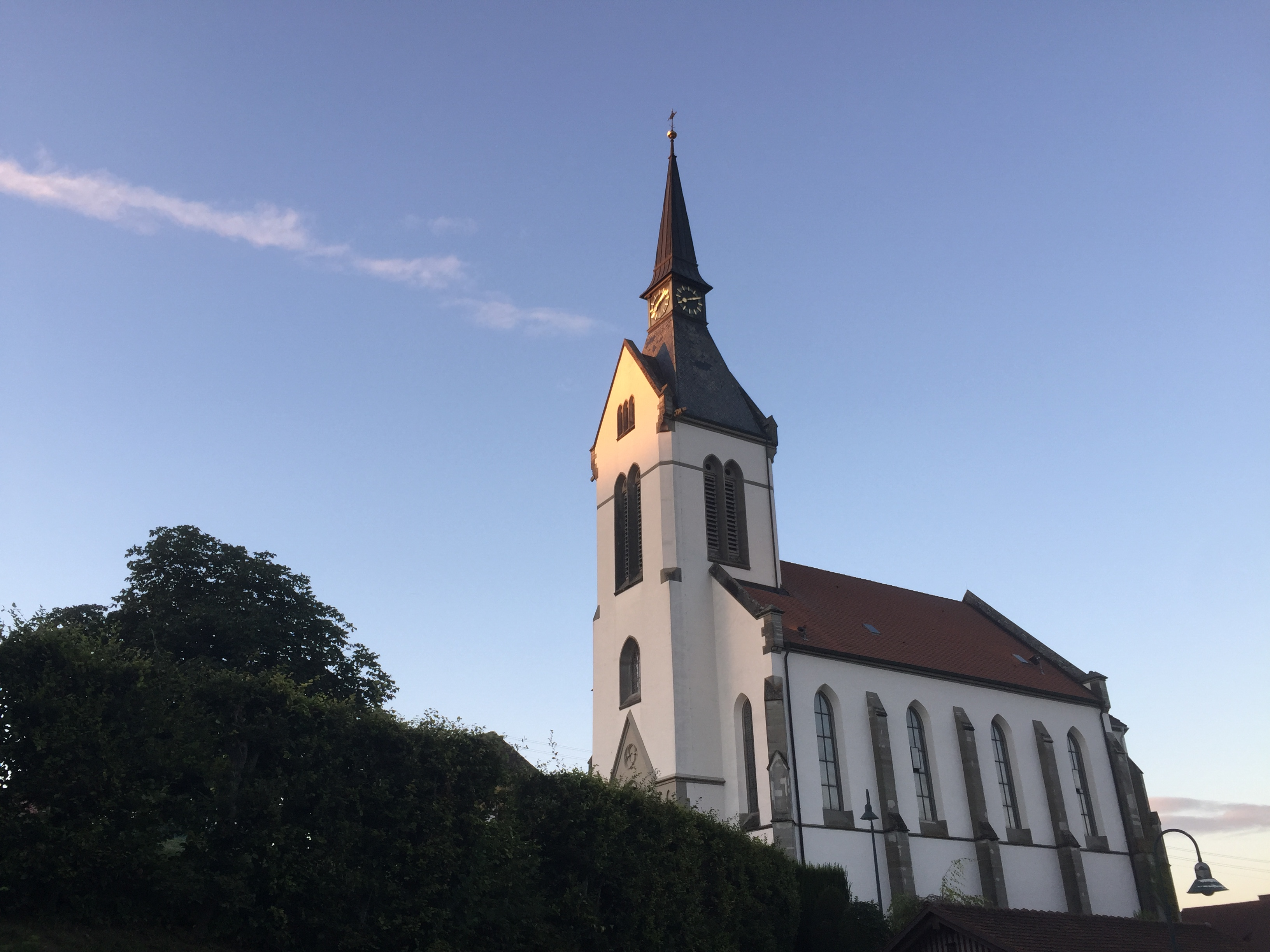
Kirche Unsere Liebe Frau in Lippertsreute

Unsere Liebe Frau ist die römisch-katholische Pfarrkirche von Lippertsreute, Ortsteil der Stadt Überlingen am Bodensee. Sie gehört seit 2015 zur Seelsorgeeinheit Überlingen im Dekanat Linzgau der Erzdiözese Freiburg. Die Kirche steht auf dem höchsten Punkt der Ortsmitte, ihr Turm bzw. die Turmspitze ist in der Umgebung des Linzgaus weithin sichtbar.

## Geschichte
Die ursprüngliche Kirche wurde bereits 1275 erwähnt und 1282 dem heiligen Silvester geweiht (ab 1435 Patrozinium Unsere Liebe Frau). Um 1460 erhielt sie einen Kirchturm, dessen äußerliche Gestalt sich – typisch für die nördliche Bodenseeregion – mit Satteldach und Staffelgiebel präsentierte. Gegen Ende des Dreißigjährigen Kriegs 1644 war die Kirche ziemlich heruntergekommen. In den Jahren 1778 bis 1792 veranlasste der Pfarrer Johann Baptist Nesensohn eine Renovierung. In den Jahren 1881 und 1882 wurde der Neubau errichtet, der heute noch in der Ortsmitte steht. 1984 bis 1989 wurde eine Renovierung dieses Gebäudes durchgeführt.

## Bauwerk

### Architektur
Das Bauwerk im Stil der Neugotik ist eine einschiffige hell verputzte Saalkirche aus vier Jochen mit spitzbogigen Fenstern und einfachem Strebewerk aus Sandstein. Im Osten schließt sich der niedrigere und eingezogene Chor mit Dreiachtelschluss an. Im Westen erhebt sich über der Eingangsfassade der weithin sichtbare Kirchturm auf quadratischem Grundriss mit einem zweistufigen Pyramidendach.
Im Innern ist das Langhaus mit einer flachen Holzdecke nach oben abgeschlossen, der Chor hat ein Kreuzrippengewölbe.

### Ausstattung
Neben einem neugotischen Altar befinden sich im Innern der Kirche mehrere Skulpturen, von denen eine, die bäuerliche Mutter Gottes aus dem Jahr 1460 stammt. Drei weitere, in das Jahr 1500 datierte Holzskulpturen zeigen die heiligen Jungfrauen Apollonia, Barbara und Katharina. Des Weiteren finden sich noch eine spätgotische Christusfigur am Seitenaltar und zwei Engel aus der Feuchtmeyerschule am Tabernakel. Der Kreuzweg wird von großen Bildern aus der Barockzeit gebildet, die an den Wänden des Langhauses angebracht sind.
Eine überdimensionale Darstellung des Jüngsten Gerichts ziert die gesamte Chorbogenwand. Sie stammt vom Mannheimer Kunstmaler Carolus Vocke, der sie 1947 dort anbrachte.

### Orgel
Die Orgel auf der Empore über dem Eingang wurde 1883 von der Manufaktur Mönch Orgelbau aus Überlingen gebaut. Sie verfügt über 12 Register auf zwei Manualen und Pedal. Sie wurde 1946 und 1990 von der Erbauerfirma restauriert. Bei letzterer Gelegenheit wurden auch die 1917 zu Kriegszwecken requirierten Pfeifen aus Zinn wieder rekonstruiert.

### Glocken

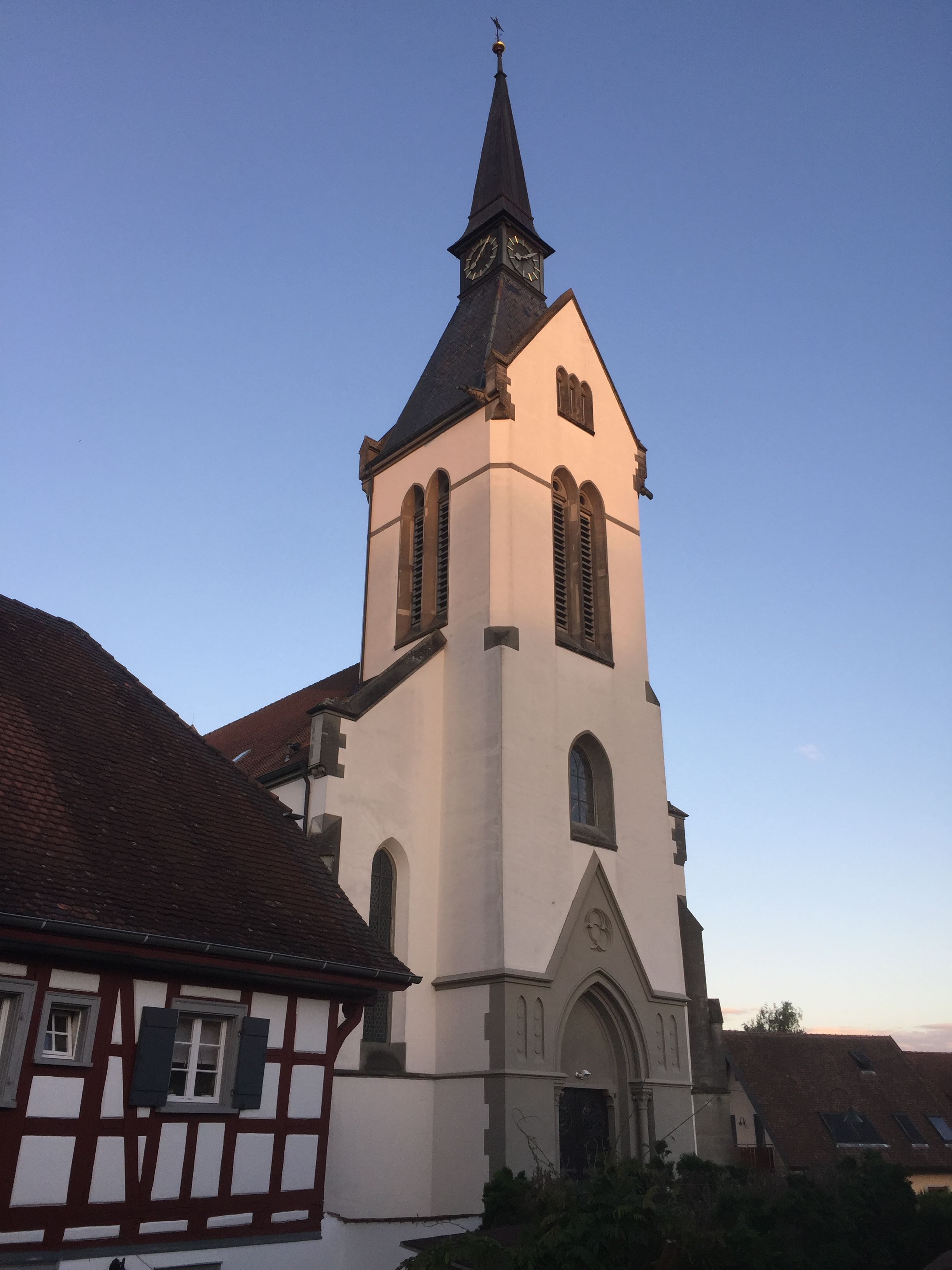
Turm

Im Kirchturm hängt ein Geläut von vier Kirchenglocken aus Bronze, von denen zwei ein beträchtliches Alter haben und aus der Vorgängerkirche stammen. Die beiden Glocken von 1962 ersetzen zwei später hinzu gegossene Glocken, die wie auch andernorts und wie weiteres Metall aus der Kirche 1942 abgegeben werden mussten, um der Rüstungsproduktion während des Zweiten Weltkriegs zu dienen. 2013 wurden die Glocken in einem neuen eichenen Holzglockenstuhl aufgehängt.
| Glocke | Gießer                      | Gussjahr | Durchmesser | Gewicht | Schlagton |
| ------ | --------------------------- | -------- | ----------- | ------- | --------- |
| 1      | H. Ulr. Rosenlecher         | 1686     | 1070 mm     | 790 kg  | g′-6      |
| 2      | F. W. Schilling, Heidelberg | 1962     | 920 mm      | 531 kg  | b′-4      |
| 3      | F. W. Schilling, Heidelberg | 1962     | 820 mm      | 369 kg  | c″-6      |
| 4      | (Biberacher Hütte)          | 1496     | 731 mm      | 230 kg  | d″-6      |